# Pedro José Huerta
Pedro José Huerta Gómez de Urrea (Guayaquil, 9 de febrero de 1880- ibidem, 21 de julio de 1955) fue un historiador ecuatoriano.

## Biografía
Nació en la ciudad de Guayaquil, hijo legítimo de Bartolomé Huerta y Bravo natural de Montecristi, abogado graduado en Quito, radicado en esta ciudad, fue secretario de la Gobernación del Guayas, Consejero Provincial, Diputado por el Guayas en 1861, Gobernador interino de la misma, Senador de la Provincia de Manabí; y de doña Eufemia Gómez de Urrea y Borja natural de Guayaquil. Fue el octavo de nueve hermanos, nació en una casa del Barrio de las Peñas que daban al río. La primaria la empezó con el preceptor Tomás Martínez y la secundaria en el San Vicente del Guayas. Su casa se quemó en el incendio del 5 y 6 de octubre de 1896, viviendo en casa de su hermano mayor Emilio Clemente. Graduado de Bachiller en Humanidades Clásicas. Ejerció la cátedra de Historia en el Colegio Vicente Rocafuerte (1899) en donde se mantuvo por 33 años hasta jubilarse en 1932. Entre 1900 y 1904 fue miembro del directorio del Ateneo del Vicente Rocafuerte. Por insistencia de su madre estudió medicina y en enero de 1908 se licencio y al año siguiente como Doctor. Fue electo miembro correspondiente de la Academia Colombiana de Historia en 1909 y en 1912 del Consejo Escolar de Guayaquil. Solía realizar expediciones arqueológicas a las pampas de Puná Vieja. En 1919 acepta el vicerrectorado del Vicente Rocafuerte. En 1952 durante la alcaldía de Guevara Moreno el Concejo quiso donarle un solar pero se negó contestando que no era necesario pues sentía que la Patria le había cancelado todo. Entonces el concejal Luis Eduardo Robles Plaza le propuso publicar sus trabajos. Fue considerado para ser nombrado Cronista de la ciudad. Fue miembro correspondiente del Centro de Investigaciones Históricas de Guayaquil. Fallece por una insuficiencia cardíaca a los 65 años de edad el 21 de julio de 1955.

### Obras
- Curso Elemental de Historia Antigua (4 ediciones).
- Curso Elemental de la Historia de la Edad Media (3 ediciones).
- Curso Elemental de Historia Moderna y Contemporánea (2 ediciones).
- El Colegio San Francisco Javier y la Instrucción Pública en el Guayaquil colonial (2 tomos).[2]
- Relatos de historia guayaquileña.
- Guayaquil en 1842, Rocafuerte y la epidemia de la fiebre amarilla (1943).

### Artículos
- Un Histórico solar Guayaquileño, 43 p.[3]
- Los Seminarios de San Ignacio de Loyola, 81 p.
- La querella entre Rocafuerte y la Corte Superior de Justicia, 38 p.[4]
- Nuestro reloj público, 12 p.[5]
- Relatos sobre Historia Guayaquileña Nuestro Hospital de Caridad, (publicado en 3 boletines) 66 p 33 p 56 p.[6]